# 山愛美
山 愛美（やま めぐみ、1957年 - ）は、日本の心理学者。専門は臨床心理学、深層心理学。京都先端科学大学(旧京都学園大学)教授。

## 略歴
京都市生まれ。1982年京都大学教育学部卒業、1987年同大学院教育学研究科博士後期課程学修認定退学。1999年「連続連想と心理療法にみる言葉とイメージ」で京都大学より博士（教育学）の学位を取得。1989年成安女子短期大学専任講師、1993年成安造形大学造形学部専任講師、1997年助教授、2001年教授、2002年京都先端科学大学(旧京都学園大学)人文学部心理学科教授。
夫は心理学者の山祐嗣（大阪公立大学教授、京都大学文学部卒業）。父は解剖学者の藤田尚男（広島大学名誉教授・大阪大学名誉教授、京都府立医科大学医学部卒業）、弟は法医学者の藤田眞幸（慶應義塾大学医学部教授、大阪大学医学部卒業）。

## 著書
- 『言葉の深みへ 心理臨床の言葉についての一考察』（誠信書房） 2003
- 『香月泰男 黒の創造 心理療法家が語る物語 シベリアを描き続けた画家 制作活動と作品の深層』（遠見書房、遠見こころライブラリー） 2016

### 共編著
- 『行動と深層の心理学』（山祐嗣共著、学術図書出版社） 1994
- 『臨床風景構成法 臨床と研究のための見方・入り方』（岸本寛史共編、誠信書房） 2013

## 翻訳
- 『悪とメルヘン 私たちを成長させる<悪>とは?』（マリオ・ヤコービ,ヴェレーナ・カースト, イングリット・リーデル、山中康裕監訳、千野美和子,青木真理共訳、新曜社） 2002
- 『「女性」の目覚め 内なる言葉が語るとき』（N・クォールズ=コルベット, L・マクマキン、岸本寛史共訳、新曜社） 2003
- 『心の解剖学 錬金術的セラピー原論』（E・F・エディンガー、岸本寛史共訳、新曜社） 2004
- 『ドリームワーク』（ロバート・ボスナック、岸本寛史共監訳、金剛出版） 2004
- 『関係するこころ 外傷、癒し、成長の交わるところ』（フィリップ・M・ブロンバーグ、吾妻壮, 岸本寛史共訳、誠信書房） 2014

## 論文
- <山愛美